# Прхајево
Прхајево (словен. Prhajevo) је насељено место у општини Велике Лашче, Средњесловенска регија, Словенија.

## Историја
До територијалне реорганизације у Словенији било је у саставу града Љубљане, односно старе општине Вич–Рудник.

## Становништво
У попису становништва из 2011. године, Прхајево је имало 13 становника.
| Број становника према пописима | Број становника према пописима | Број становника према пописима |
| ------------------------------ | ------------------------------ | ------------------------------ |
| 1991                           | 2002                           | 2011                           |
| 13                             | 13                             | 13                             |